# Ahmadnagar (Sultanat)

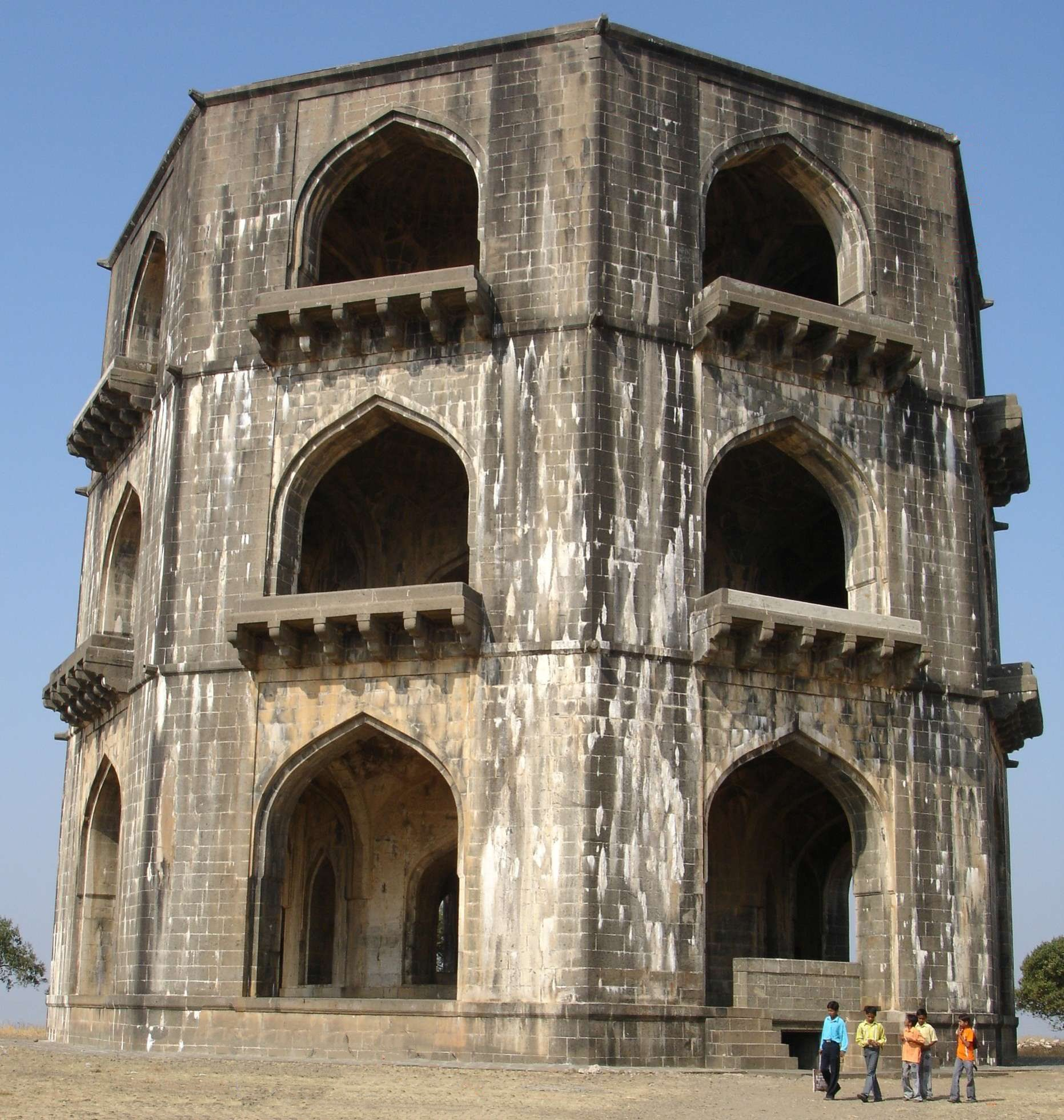
Mausoleum des Ministers Salabat Khan II.

Das Sultanat Ahmadnagar (auch Ahmednagar) war eines der fünf zentralindischen Dekkan-Sultanate, die aus dem Bahmani-Sultanat hervorgingen. Es wurde 1490 gegründet und bestand bis zur Unterwerfung durch das Mogulreich im Jahre 1633. Hauptstadt war zunächst Ahmadnagar, später Parenda und Junnar.

## Geschichte
Ahmad Nizam Shah (gestorben 1510), ein Statthalter des Bahmani-Sultans Mahmud Shah IV., besiegte im Jahr 1490 dessen Armee und ernannte sich selbst zum Sultan. Auf den Resten der alten Stadt Bhingar gründete er eine neue Hauptstadt, die er nach sich selbst Ahmadnagar benannte. Sein Reich umfasste in etwa den Westen und die Mitte des heutigen indischen Bundesstaates Maharashtra. Die von Ahmad begründete Dynastie, die Nizam Shahi, stand zunächst mit den Adil Shahi des südlich angrenzenden, ebenfalls aus dem Bahmanidenreich hervorgegangenen Sultanats Bijapur im Wettstreit um die Vorherrschaft auf dem Dekkan. Dazu unterhielten sie enge Beziehungen zu Golkonda. Von 1543 bis 1553 war Ahmadnagar auch mit dem südindischen Hindu-Reich Vijayanagar verbündet. In den Jahren 1558 und 1561 musste es Niederlagen gegen Bijapur hinnehmen, doch 1565 stand es an der Seite des alten Feindes sowie Golkondas und Bidars in der Schlacht von Talikota, in der Vijayanagar vernichtend geschlagen wurde und somit als Machtfaktor auf dem Dekkan ausschied. Im Jahr 1572 fielen Truppen im östlichen Nachbarsultanat Berar ein, das zwei Jahre später endgültig annektiert wurde.
Gegen Ende des 16. Jahrhunderts entwickelten sich die auf Expansion bedachten nordindischen Moguln zu den Hauptkonkurrenten Ahmadnagars; im Jahr 1595 belagerten sie erfolglos die Hauptstadt. Um die Moguln zu besänftigen, trat Ahmadnagar im Folgejahr Berar ab, dennoch folgte kurz darauf eine zweite Invasion. Die Moguln drangen trotz erbitterten Widerstandes durch die Regentin Chand Bibi immer weiter vor und nahmen im Jahr 1600 die Hauptstadt. Die Nizam Shahi flohen in die südöstlich gelegene Festung Paranda. Wenige Jahre später stieg der aus Abessinien stammende, in Diensten des Sultans stehende Feldherr Malik Ambar zum eigentlichen Machthaber auf. Mit Hilfe hochmobiler marathischer Reiter, die über die langsameren Mogulheere herfielen und sich dann blitzartig wieder zurückzogen, konnte er das Reich zwischen 1609 und 1612 wieder aufrichten. Im Bündnis mit Bijapur und Golkonda (seit 1615) fiel er in den Jahren 1616 bis 1621 in die Mogulprovinzen Khandesh und Berar ein, doch nach dem Bruch des Bündnisses ging ein großer Teil der eroberten Gebiete wieder verloren. Teile Berars standen noch bis zum Tode Malik Ambars (1626) unter der Herrschaft Ahmadnagars. Die Herrschaft der Nizam-Shahi-Sultane endete 1633 mit der endgültigen militärischen Niederlage gegen die Moguln und der Eingliederung Ahmadnagars in deren Reich.

## Liste der Sultane von Ahmadnagar
- 1490–1510: Ahmad Nizam Shah I.
- 1510–1553: Burhan Nizam Shah I.
- 1553–1565: Hussain Nizam Shah I.
- 1565–1588: Murtaza Nizam Shah I.
- 1588–1589: Hussain Nizam Shah II.
- 1588–1591: Ismail Nizam Shah
- 1591–1595: Burhan Nizam Shah II.
- 1595–1596: Ibrahim Nizam Shah / Chand Bibi
- 1596–1596: Ahmad Nizam Shah II.
- 1596–1600: Bahadur Nizam Shah.
- 1600–1610: Murtaza Nizam Shah II.
- 1610–1631: Burhan Nizam Shah III.
- 1631–1633: Hussain Nizam Shah III.
- 1633–1636: Murtaza Nizam Shah III.